# كامبريا (نيويورك)
كامبريا (بالإنجليزية: Cambria, New York)‏ هي بلدة أمريكية تقع في الولايات المتحدة في مقاطعة نياغرا، نيويورك. يقدر عدد سكانها بـ 5,839 نسمة ومساحتها 103.3 كم2 وترتفع عن سطح البحر 162 متر.